# Magnus Rosendal
Magnus Rosendal, eller Mauno, född 8 september 1848 i Tavastkyro, död 21 oktober 1917 i Uleåborg, var en finländsk pedagog, väckelseledare och politiker.
Rosendal verkade i Uleåborg som det finskspråkiga lyceets rektor 1890-1902 och 1907-11 samt ledare för Uleåborgs finskspråkiga samskola. I mitten av 1880-talet anslöt sig Rosendal till väckelsen, och verkade vid sidan av Wilhelmi Malmivaara som ledargestalt för väckelsetrogna fram till sin död. Under förtrycksperioderna i Finland stod han för passivt motstånd och var en av dess ledare. Därför återfanns han i exil 1903-05. Åren 1905 och 1906 satt han i lantdagen samt var ledamot av enkammarlantdagen för Ungfinska partiet 1908-09.